# 木佐貫玉枝
木佐貫玉枝（きさぬき たまえ）は日本のイラストレーター、ゲームグラフィッカー。「釈氏トオル（きくち とおる）」「菊地享（きくち とおる）」名義でも活動。
ファイナルファンタジーXIでタルタルやノンプレイヤーキャラクターのデザインを担当。トレーディングカード、プレイバイウェブのイラストを多数手掛ける。

## ゲームグラフィック
- ブレイヴフェンサー 武蔵伝
- ファイナルファンタジーXI
- プリンセスナイトメア
- エターナルファンタジー

## 挿絵
- 面使いあかり

## 漫画・書籍
- 娘が初めて「ママ」と呼んだのは、夫の不倫相手でした （全2巻） UNSPSC-Code:55111500（1巻）55111500（2巻）